# Donnie Brasco
Donnie Brasco är en amerikansk drama-thrillerfilm från 1997 i regi av Mike Newell med Al Pacino och Johnny Depp i huvudrollerna. Filmen hade Sverigepremiär den 26 september 1997.

## Handling
Den italiensk-amerikanske FBI-agenten Joe Pistone skickas ut på uppdrag att under täckmantel infiltrera en amerikansk maffia-familj, familjen Bonanno. Under namnet Donnie Brasco nästlar sig Pistone djupare in i maffian genom att bli vän med maffioson "Lefty" Ruggiero. Pistones långa samvaro med maffian sätter sina spår och slitningar uppstår i hans äktenskap och han börjar ifrågasätta sin lojalitet mot staten.

## Om filmen
Filmen har stark verklighetsanknytning och handlar om FBI-agenten Joseph D. Pistone som på 1970-talet infiltrerade maffiafamiljen Bonanno i New York. På flera viktiga punkter avviker filmen dock från det verkliga händelseförloppet. Ett exempel är mot filmens slut då Benjamin "Lefty" Ruggiero (Al Pacino) ger sig iväg till ett möte från vilket han aldrig återkommer. I verkligheten var det dock hans capo Dominick "Sonny Black" Napolitano (Michael Madsen) som fick det ödesdigra telefonsamtalet. Ruggiero satt i fängelse i sju år och lär bland annat efteråt ha tackat nej till erbjudandet att spela sig själv i filmen. Manusförfattaren Paul Attanasio blev Oscarsnominerad för bästa manus 1997.

## Rollista (i urval)
- Al Pacino – Benjamin 'Lefty' Ruggiero
- Johnny Depp – Donnie Brasco/Joseph D. 'Joe' Pistone
- Michael Madsen – Sonny Black
- Bruno Kirby – Nicky
- James Russo – Paulie
- Anne Heche – Maggie Pistone
- Željko Ivanek – Tim Curley
- Gerry Becker – Dean Blandford
- Robert Miano – Sonny Red
- Larry Romano – Tommy Ruggiero
- Paul Giamatti – FBI-tekniker